# الدعارة في الصومال
الدعارة في الصومال غير قانونية على المستوى الرسمي أو القانوني؛ لكن وبالرغم من ذلك فإنّ الزواج القسري صارَ ظاهرة شائعة في المناطق الواقعة تحت سيطرة المتمردين ومن ثمّ هناك انتشار نسبي للدعارة دونَ وجود إحصائيات رسميّة حول هذا الموضوع. حسب بعض البُحوث الطبية التي تقومُ بها بعض المؤسسات التعليميّة فإنّ دور البغاء تعرفُ انتشارًا طفيفًا في دولة الصومال شأنها شأنَ معظم الدول في القارة الأفريقيّة. من الناحيّة الرسميّة؛ تُشير تقديرات برنامج الأمم المتحدة المشترك لفيروس نقص المناعة البشرية/الإيدز إلى أنّ هناك 10,957 عاملًا وعاملة في مجال الجنس أو الدعارة في دولة الصومال في عام 2016. بشكلٍ عام؛ تُعاني الدولة من مشاكل جمّة في هذا المجال بما في ذلكَ الاتجار بالجنس وبغاء الأطفال.

## التشريعات
تستندُ القوانين الصومالية بخصوص الدعارة لسنة 1960 العقوبات الإيطالية التي سُنّت في عام 1930:
- المادة 405: البغاء ممنوع قانونيًا
- المادة 406: يُمنع منعًا تامًا التحريض على «الأعمال البذيئة» (يُحظر الالتماس في هكذا مواضيع)
- المادة 407: يُمنع منعًا تامًا التحريض أو المساعدة على البغاء
- المادة 408: يُعاقب القانون كل من أكره شخصًا ما على اتخاد البغاء مهنة لهُ

## فيروس نقص المناعة البشرية
يعرفُ فيروس نقص المناعة البشرية المُكتسب/الإيدز انتشارًا طفيفًا وبمعدلات منخفضة جدًا في البلاد حيثُ يقدر بنحو 0.7% في وسط البالغين، وقد يعزى ذلك إلى السياسة التي تقوم عليها دولة الصومال والمُستمدة من تعاليم الإسلام وهوَ الدين الذي يُنظّم العلاقات الاجتماعية ويُحرّم العلاقات الجِنسية خارج إطار الزواج. في المُقابل؛ يُعاني العاملونَ في مجال الجنس من مجموعة عالية المخاطر؛ ويقدر معدل انتشار فيروس الإيدز في هذا الوسط بنسبة 5.2% حسبَ إحصائيات عام 2014. جديرٌ بالذكر هنا أنّ استخدامَ الواقي الذكري بين العاملين في مجال الجنس يبقى مُنخفضًا لعددٍ من الأسباب بما فيها الجهل في هكذا مواضيع.

## الاتجار بالجنس
تُعدّ دولة الصومال مصدرًا للاتجار بالأطفال والنساء ضحايا الاتجار بالجنس إلًا أنّ المعلومات الدقيقة بشأن الاتجار في الصومال ما زال من الصعب للغاية الوصول إليها أو التحقق منها. بشكلٍ عام؛ تنتشرُ هذه الظاهرة في المقام الأول في المناطق الجنوبية والوسطى من البلاد وخاصة في أرض البنط وصوماليلاند في الشمال. هذه الأخيرة صارت في الآونة الأخيرة قبلة للمتاجرين في الجنس أو الوسطاء حيثُ يتكلّفون بنقل الضحايا إلى دولتي جيبوتي وإثيوبيا. بسببِ الفقر وعدم القدرة على توفير الرعاية لجميع أفراد الأسرة؛ فإنّ بعض الصوماليات يلتجأن طوعًا لمجال البغي والدعارة وقد يتعرّضون حينها لأبشع أنواع الاستغلال التي قد تصلُ حدّ بيعهم في سوق النخاسة. في عام 2014؛ أصدرت المنظمات غير الحكومية الدولية تقريرًا يوثق حالات الاعتداء والاستغلال الجنسي بما في ذلك الاتجار بالنساء والفتيات من قبل أفراد أو عصابات قادِمة من أوغندا وبوروندي وقد أكّد هذه المعطيات بعثة الاتحاد الأفريقي في الصومال التي خلصت في نهايةِ تحقيقها إلى أنّ هناك استغلال جنسي بشع للنساء في الصومال ناهيك عن إساءة مُعاملتهم والاتجار بهم.
ذكرت الحكومات الإقليمية في صوماليلاند وبونتلاند (أرض البنط) أنّ مهربي النساء في الصومال عادة ما يعبرونَ إلى ليبيا فالسودان ومن ثم إلى دول أوروبا. ليس هذا فقط؛ بل تُعاني المرأة المهاجرة من خطر هذه الظاهرة وهو نفس الخطر الذي يواجه بعض العرقيات المهمشة على غرار عرقيّة البانتو. على الجِهة الأخرى؛ تُعاني النساء في المناطق التي يُسيطر عليها تنظيم الشباب من الاستغلال الجنسي؛ حيثُ يوفر لهم الطعام والشراب والملبس ثم المسكن مُقابل تقديم خدمات محددة تأتي في مقدمتها ممارسة الجنس وإشباع الرغبات الجنسية للمُقاتلين في صفوف التنظيم المُصنّف كإرهابي لدى الدولة. ترددت أنباء أيضًا عن نقلِ بعض النساء الصوماليات عن طريق جيبوتي إلى دول الشرق الأوسط وهناك تُجبر على ممارسة البغاء القسري. يُعاني الشتات الصومالي هو الآخر من تفشي هذه الظاهرة حيثُ يجبر في بعض الأحيان بطرق ملتوية على ممارسة الدعارة في الدول الغربية وبخاصة في الولايات المتحدة. تعودُ شاحنات نقل البضائع من كينيا إلى الصومال في بعض الأحيان مُحمّلة بالكثيرِ منَ الفتيات والنساء اللاتي يُستغلينَ في الدعارة في نيروبي أو مومباسا أو يُرسلنَ إلى جهات خارجية في كينيا. على المستوى الرسمي؛ يُصنّفُ مكتب مراقبة ومكافحة الاتجار بالأشخاص التابع لوزارة الخارجية الأمريكية دولة الصومال في قائمة الدول الخاصة وهي قائمة تضمّ دولًا لها سجل سيء في هذا المجال.